# Aurilobulus splendens
Aurilobulus splendens är en insektsart som beskrevs av Yin, X.-c. 1979. Aurilobulus splendens ingår i släktet Aurilobulus och familjen gräshoppor. Inga underarter finns listade i Catalogue of Life.